# Ossi Elstelä

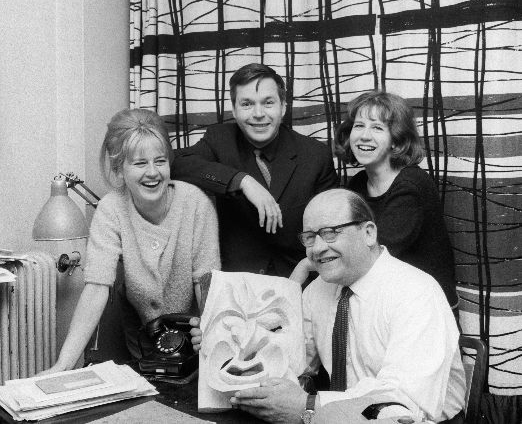
Ossi Elstelä con sus hijos en 1963: Riitta (izq.), Esko y Kristiina

Ossi Elstelä (18 de mayo de 1902 – 10 de abril de 1969) fue un actor y director teatral y cinematográfico finlandés.

## Biografía

### Inicios
Su verdadero nombre era Oskar Nikolai Elmstedt, y nació en Tampere, Finlandia, siendo sus padres Frans Oskar Elmstedt y Emilia Vilhelmiina Alkula. Ambos eran actores aficionados, motivo por el que el pequeño Ossi tuvo contacto con el ambiente teatral a temprana edad, subiendo a los escenarios a los diez años de edad. A pesar de ello, su padre quería que tuviera un trabajo como técnico, motivo por el cual Elstelä estudió en una escuela industrial. Sin embargo, la muerte de su padre hizo que abandonara sus estudios. Tenía en ese momento 17 años de edad. En 1921 Elstelä empezó a trabajar en la Asociación de Trabajadores de Kymi, en Karhula, empleo que le posibilitó el contacto con el mundo del cine. Entre otras de sus primeras actividades cinematográficas, tocaba el piano como acompañamiento de la proyección de películas mudas como Koskenlaskijan morsian (1923).

### Teatro de Pori y Kansanteatteri de Helsinki
En 1923 Elstelä se incorporó al teatro de Räisälä. Fue director de escena, pero también actor, pintor e iluminador, entre otras tareas. En 1925 pasó al Työväen Teatteri de Savonlinna como actor y director. Allí conoció a la actriz Irja Lautia, con la que se casó en 1926. Se mudó en 1928 a Pori, trabajando en el teatro de dicha ciudad siete años como actor y director. Allí destacó su trabajo en las piezas Kirves iskee kiveen y Nälkään kuollut taiteilija.
En 1936 se trasladó a Helsinki, al Kansanteatteri, gracias a una beca. En el Teatro Koito también dirigió y actuó, llevando a cabo asimismo tareas de gestión de personal, pero no se encontró cómodo allí, por lo que consideró volver al teatro anterior.
Con el paso del tiempo, Ossi Elstelä asumió que no su capacidad interpretativa debía centrarse en obras de entretenimiento y de tipo cuplé.

### Carrera cinematográfica con Suomi-Filmi
Elstelä ingresó en la productora Suomi-Filmi como ayudante del director Valentin Vaala. Fue director artístico de la cinta de Ansa Ikonen y Tauno Palo Kaikki rakastavat, así como de Juurakon Hulda, film en el cual también actuó. Fue actor de reparto en diferentes producciones, como fue el caso de la cinta de Vaala Niskavuoren naiset (1938), en la cual también actuaba su esposa. Elstelä fue especialmente elogiado por su dirección artística en Helmikuun manifesti (1939). En el año 1940 Elstelä dirigió su primer largometraje, Aatamin puvussa... ja vähän Eevankin.
Elstelä fue también director de estudio para las producciones de Suomen Filmiteollisuus Kulkurin valssi (1941) y Kaivopuiston kaunis Regina (1941), y en 1943 dirigió Katariina ja Munkkiniemen kreivi.

### Teatro Punainen Mylly
En 1945 dejó Suomi-Filmi y empezó a trabajar como director del recién fundado Iloinen Teatteri. La primera representación del centro fue la revista Lähtölaukaus el 21 de marzo de 1945. Fue responsable de la puesta de escena, de la selección y dirección de actores, y además fue protagonista del show. El teatro, sin embargo, cerró en el año 1946. Tras ello abrió un cabaret en Kaivohuone, en Helsinki, y en el mismo verano empezó a actuar en Pihlajasaari. En septiembre de 1946 Elstelä fundó el cabaret Fennia en la calle Mikonkatu de Helsinki. Ese mismo año empezó también a funcionar el teatro de revista Punainen Mylly, en el cual Elstelä dirigió shows como Syntiset enkelit, Musta kissa (1946), Se pyörii sittenkin (1948) y Meksikon pikajuna (1952), además de la opereta Rio Rita (1950), protagonizada por Laila Jokimo.
Ossi Elstelä fue también actor en numerosas de las piezas que dirigió. En la comedia de Maria Jotuni Savu-uhri (1958) interpretó a Ville Vehviläinen. En la década de 1960 Ossi Elstelä empezó a retirarse paulatinamente de la actividad teatral, y mediada la década cerró el Punainen Mylly. En el año 1963 la familia Elstelän participó en la comedia musical Kultakihara: Riitta Elstelä, Kristiina Elstelä, Ossi Elstelä y Irja Lautia, dirigidos por Esko Elstelä.
En sus años en el Punainen Mylly, Elstelä siguió involucrado en la actividad cinematográfica. Dirigió varias comedias e interpretó varios papeles de reparto. En el campo dramático, dirigió la película Kaunis Kaarina (1955), en la cual fue también actor de reparto. La última película dirigida por Teuvo Tulio, Sensuela (1972), fue también la última en la que actuó Elstelä. El estreno de la cinta se retrasó, y Elstelä falleció antes de finalizarse el trabajo de doblaje, por lo cual su papel fue doblado por el actor Uolevi Vahteristo.

### Vida privada
Ossi Elstelä falleció en Helsinki, Finlandia, en el año 1969, y fue enterrado en el Cementerio Malmi de dicha ciudad, en la tumba 66-6-164.
Había estado casado con la actriz Irja Lautia (Irja Elisabeth Lautiainen) desde 1926. Fueron hijos del matrimonio el director Esko Elstelä (1931–2007) y las actrices Riitta Elstelä (nacida en 1940) y Kristiina Elstelä (1943–2016).

## Filmografía
- 1935 : Kaikki rakastavat (director artístico)
- 1936 : VMV 6 (director artístico)
- 1936 : Mieheke (director artístico)
- 1937 : Miehen kylkiluu (director artístico y actor)
- 1937 : Koskenlaskijan morsian (director artístico y actor)
- 1937 : Juurakon Hulda (director artístico y actor)
- 1937 : Ja alla oli tulinen järvi (actor)
- 1938 : Vieras mies tuli taloon (director artístico y actor)
- 1938 : Syyllisiäkö? (director de estudio)
- 1938 : Rykmentin murheenkryyni (director de estudio)
- 1938 : Poikamiesten holhokki (actor)
- 1938 : Nummisuutarit (director de estudio)
- 1938 : Niskavuoren naiset (actor, director de estudio)
- 1938 : Jääkärin morsian (actor)
- 1939 : Vihreä kulta (guionista)
- 1939 : Takki ja liivit pois! (director de estudio)
- 1939 : Seitsemän veljestä (director de estudio)
- 1939 : Pikku pelimanni (director artístico, actor)
- 1939 : Jumalan tuomio (director artístico, actor)
- 1939 : Helmikuun manifesti (director de estudio, director artístico, actor)
- 1939 : Halveksittu (director de estudio)
- 1939 : Eteenpäin – elämään (director de estudio y artístico)
- 1940 : Yövartija vain... (director de estudio)
- 1940 : Tavaratalo Lapatossu & Vinski (director de estudio)
- 1940 : Suotorpan tyttö (director de estudio y artístico)
- 1940 : SF-paraati (director de estudio)
- 1940 : Serenaadi sotatorvella eli sotamies Paavosen tuurihousut (actor, director de estudio y artístico)
- 1940 : Runon kuningas ja muuttolintu (actor, director de estudio y artístico)
- 1940 : Oi, kallis Suomenmaa (director de estudio)
- 1940 : Lapseni on minunautonkuljettaja Nieminen (director de estudio y artístico)
- 1940 : Aatamin puvussa... ja vähän Eevankin (director, director de estudio y artístico)
- 1941 : Totinen torvensoittaja (director de estudio y artístico)
- 1941 : Täysosuma (director de estudio)
- 1941 : Suomisen perhe (director de estudio)
- 1941 : Poikamies-pappa (director de estudio y artístico)
- 1941 : Perheen musta lammas (director de estudio)
- 1941 : Onnellinen ministeri (director de estudio y actor)
- 1941 : Kulkurin valssi  (director de estudio)
- 1941 : Kaivopuiston kaunis Regina (director de estudio)
- 1941 : Jos oisi valtaa... (director de estudio y artístico)
- 1942 : Uuteen elämään (director artístico y actor)
- 1942 : Ryssät motissa Messuhallissa (guionista documental)
- 1942 : Onni pyörii (actor)
- 1942 : Avioliittoyhtiö (actor)
- 1942 : August järjestää kaiken (director)
- 1942 : Niin se on, poijaat! (director)
- 1943 : Tyttö astuu elämään (actor)
- 1943 : Nuoria ihmisiä (director y actor)
- 1943 : Katariina ja Munkkiniemen kreivi (director)
- 1943 : Hevoshuijari (director)
- 1944 : Nainen on valttia (director artístico)
- 1944 : Miesmalli (director)
- 1944 : Ballaadi (director artístico)
- 1947 : Hedelmätön puu (actor)
- 1948 : Toukokuun taika (actor)
- 1948 : Sankari kuin sankari (actor)
- 1948 : Laulava sydän (actor)
- 1948 : Kalle Aaltosen morsian (actor y director)
- 1949 : Serenaadiluutnantti (actor y director)
- 1949 : Pontevat pommaripojat (actor)
- 1949 : Pikku pelimannista viulun kuninkaaksi (actor y director artístico)
- 1951 : Vain laulajapoikia (actor y director)
- 1952 : Salakuljettajan laulu (actor)
- 1953 : Maailman kaunein tyttö (actor)
- 1953 : Huhtikuu tulee (actor)
- 1954 : Majuri maantieltä (director)
- 1954 : Kaksi vanhaa tukkijätkää (actor y director)
- 1955 : Kiinni on ja pysyy (actor)
- 1955 : Kaunis Kaarina (actor y director)
- 1958 : Pieni luutatyttö (actor)
- 1958 : Asessorin naishuolet (actor)
- 1960 : Pekka ja Pätkä neekereinä (actor)
- 1962 : Taape tähtenä (actor)
- 1972 : Sensuela (actor)